# علی‌اکبر خطائی

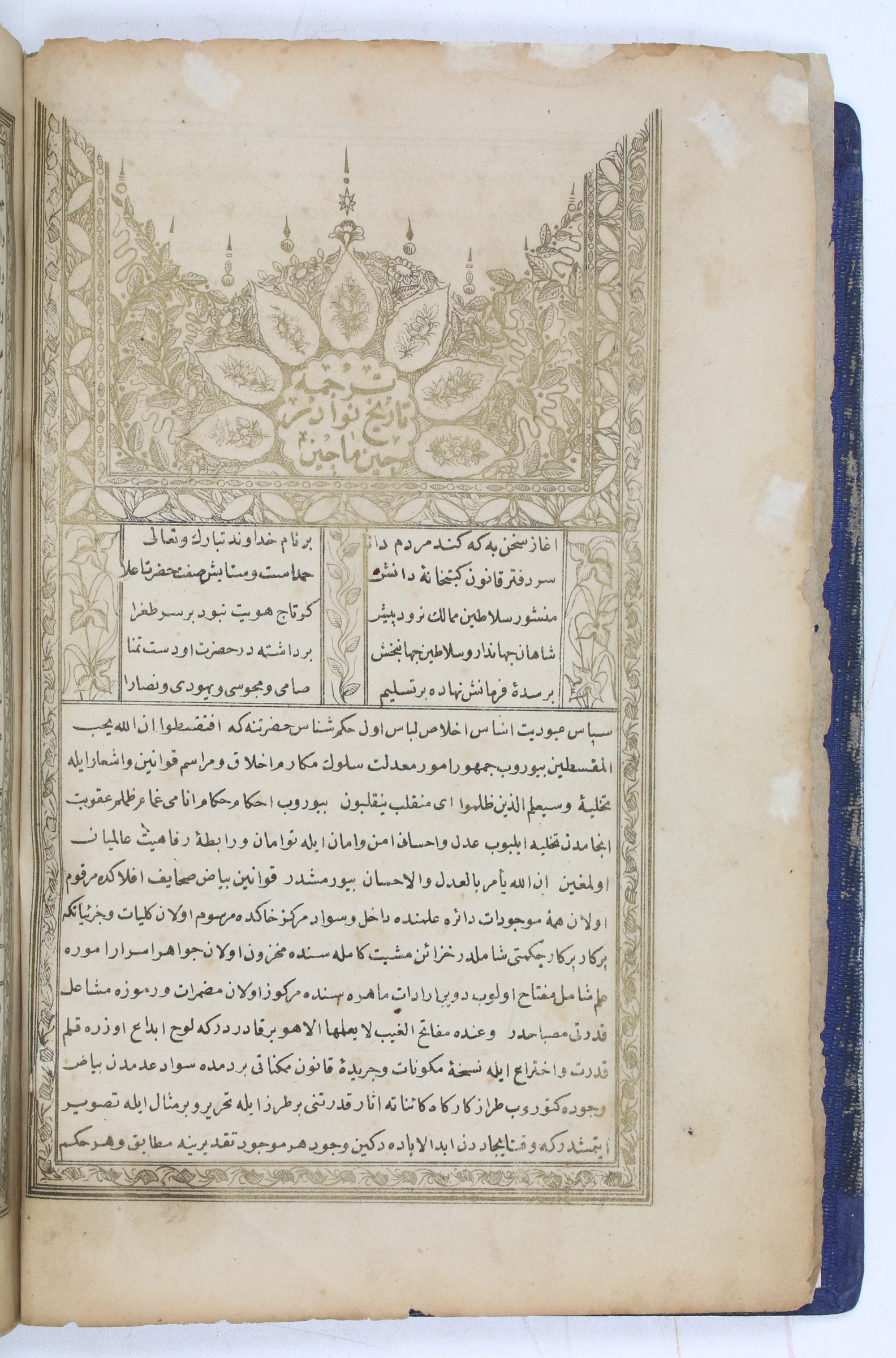
کتاب سید علی‌اکبر خطائی سیّاح فرارودی

سید علی‌اکبر خطائی سیّاح فرارودی قرن دهم هجری قمری است که به مناسبت سفر چینش به خود نسبت «خطائی» می‌داده‌است.

## خطای‌نامه
از خطائی کتاب خطای‌نامه (۹۲۲ هجری قمری) به جا مانده‌است که بعدها از فارسی به زبان‌های دیگری نیز ترجمه شده‌است.